# Тор 2: Царство тьмы (саундтрек)
Тор 2: Ца́рство тьмы (оригинальный саундтрек) — музыка к фильму «Тор 2: Царство тьмы» (2013) от студии Marvel Studios, основанному на одноимённом персонаже компании Marvel Comics, выпущенная в качестве лейбла компанией Hollywood Records в Европе 28 октября 2013 года. Музыка была написана американским композитором Брайаном Тайлером.
Альбом был выпущен в цифровом формате в США 5 ноября, а 12 ноября 2013 года последовал релиз на компакт-диске. Это первый саундтрек к медиафраншизы «Кинематографическая вселенная Marvel», в котором были использованы «Фанфары студии Marvel». Вся музыка была исполнена Филармоническим оркестром Лондона и Лондонским филармоническим оркестром. Вокал исполнила Тори Летцлер.

## Разработка
В апреле 2013 года было объявлено, что Картер Беруэлл подписал контракт на саундтрек к фильму вслед за Патриком Дойлом, который написал музыку к фильму «Тор» (2011). В мае 2013 года Беруэлл покинул фильм из-за творческих разногласий. Кевин Файги, президент по производству в Marvel Studios, объяснил: «Это просто не казалось подходящим, и нам пришлось позвонить заранее. Если бы постпродакшн длился полтора года, у нас было бы время на пробы и ошибки, возможно, это сработало бы. 18 июня 2013 года Брайан Тайлер взял на себя обязанности по начислению очков; Ранее Тайлер работал над фильмом «Железный человек 3». Тайлер сказал: «Ощущение „Тора“ сильно отличается от ощущения „Железного человека“. Но они живут в одной вселенной. Для меня это как будто Индиана Джонс каким-то образом появился на „Энтерпрайзе“, или что-то в этом роде».

## Трек-лист
Вся музыка написана Брайаном Тайлером.
| №                   | Название                                                                               | Длительность |
| ------------------- | -------------------------------------------------------------------------------------- | ------------ |
| 1.                  | «Thor: The Dark World»                                                                 | 2:10         |
| 2.                  | «Lokasenna»                                                                            | 2:31         |
| 3.                  | «Asgard»                                                                               | 1:55         |
| 4.                  | «Battle of Vanaheim»                                                                   | 1:39         |
| 5.                  | «Origins»                                                                              | 3:49         |
| 6.                  | «The Trial of Loki»                                                                    | 2:38         |
| 7.                  | «Into Eternity»                                                                        | 3:40         |
| 8.                  | «Escaping the Realm»                                                                   | 3:53         |
| 9.                  | «A Universe from Nothing»                                                              | 2:20         |
| 10.                 | «Untouchable»                                                                          | 4:08         |
| 11.                 | «Thor, Son of Odin»                                                                    | 1:51         |
| 12.                 | «Shadows of Loki»                                                                      | 2:25         |
| 13.                 | «Sword and Council»                                                                    | 3:46         |
| 14.                 | «Invasion of Asgard»                                                                   | 2:59         |
| 15.                 | «Betrayal»                                                                             | 4:02         |
| 16.                 | «Journey to Asgard»                                                                    | 2:17         |
| 17.                 | «Uprising»                                                                             | 2:35         |
| 18.                 | «Vortex»                                                                               | 2:20         |
| 19.                 | «An Unlikely Alliance» (включает в себя трек Алана Сильвестри «Captain America March») | 3:47         |
| 20.                 | «Convergence»                                                                          | 3:42         |
| 21.                 | «Beginning of the End»                                                                 | 5:20         |
| 22.                 | «Deliverance»                                                                          | 2:21         |
| 23.                 | «Battle Between Worlds»                                                                | 3:29         |
| 24.                 | «As the Hammer Falls»                                                                  | 2:40         |
| 25.                 | «Legacy»                                                                               | 4:08         |
| 26.                 | «Marvel Studios Fanfare»                                                               | 0:29         |
| Общая длительность: | Общая длительность:                                                                    | 1:17:11      |

## Реакция
| Оценки критиков | Оценки критиков                                                          |
| Источник        | Оценка                                                                   |
| --------------- | ------------------------------------------------------------------------ |
| Empire          | 4 из 5 звёзд · 4 из 5 звёзд · 4 из 5 звёзд · 4 из 5 звёзд · 4 из 5 звёзд |
| Movie Wave      | 4 из 5 звёзд · 4 из 5 звёзд · 4 из 5 звёзд · 4 из 5 звёзд · 4 из 5 звёзд |